# Караманлиды
Караманлы (тур. Karamanlılar, греч. Καραμανλήδες) — тюркоязычная этническая группа греческого православного вероисповедания, проживавшая до 1920-х годов в городе Караман и области Каппадокия в центральной Анатолии. В результате Греко-турецкого обмена населением были выселены в Грецию и сегодня дисперсно проживают на территории этой страны.

## Этимология
Термин Караманлиды, происходит от бейлика Караман. Изначально этот термин относился только к жителям города или области Караман.

## Происхождение
Происхождение Караманлидов долгое время оспаривалось. На этот счет существуют две основные теории. Согласно одной, караманлиды — тюркизированные греки, поскольку они исповедовали православие и пользовались греческим алфавитом для записи турецкой речи. Согласно другой, караманлиды — потомки тюркских племен, переселившихся в эту область в XIII в., в результате монгольского нашествия и перешедших в православие из тенгрианства.

## Язык
Караманлидский язык с точки зрения турецких лингвистов является диалектом турецкого языка. С множеством субстратной лексики из греческого языка. Британский археолог Ричард Докинз провёл полевые лингвистические исследования между Караманлинскими православными христианами в Каппадокии и Вифинии в период с 1909 по 1911 год. После этой поездки Докинз приехал в Измит и Бурсa, и заявил, что там есть греческие деревни, говорящие по-турецки. По его словам, греческий язык, на котором говорили здесь, был очень близок к языку, на котором говорили Караманлинские православные христиане. Также Докинз утверждал, что их язык был азиатским и отличался от греческого. Известно, что помимо Бурсa, Измит и Яловa в Изнике жили турки-христиане, оставившие турецкие надписи греческими буквами.

## Расселение
После подписания Лозаннского договора (1923 г.), во время обмена населением караманлиды были перемещены из Турции в Грецию, в основном в регионы Македонии и Фракии. В Турции караманлидов почти не осталось.

## Известные личности
- Костас Караманлис — бывший премьер-министр Греции.